# Лупачёв, Вячеслав Иванович
Вячесла́в Ива́нович Лупачёв (17 ноября 1950, Новосибирск — 13 марта 2015, Санкт-Петербург) — российский гобоист, музыкальный педагог и администратор, солист симфонического оркестра Мариинского театра и музыкального театра имени К. С. Станиславского и Вл. И. Немировича-Данченко, преподаватель музыкального училища при Московской консерватории, руководитель подразделения по развитию театра и реализации инновационных программ Мариинского театра, заслуженный артист Российской Федерации (1995).

## Биография
Вячеслав Лупачёв начал учиться музыке в музыкальной школе города Бердска в Новосибирской области. Окончив школу в 1965 году по классу скрипки, он в 1965—1966 годах был воспитанником оркестра Советской Армии Туркменского военного округа. С 1966 по 1968 год Лупачёв учился Новосибирском музыкальном училище уже по классу гобоя у педагога М. Сировайского. В 1968 году он переехал в Москву и продолжил обучение в музыкальном училище при Московской консерватории по классу Мамеда Оруджева. Окончив училище в 1971 году, Лупачёв поступил в Московскую консерваторию имени П. И. Чайковского и в 1976 году окончил её также по классу Оруджева.
С 1972 по 1974 год Вячеслав Лупачёв был артистом, а с 1974 по 1980 год — солистом оркестра Московского музыкального театра имени К. С. Станиславского и Вл. И. Немировича-Данченко.
В период своей жизни в Москве он помимо исполнительской работы занимался педагогической деятельностью. С 1971 по 1980 год Лупачёв преподавал гобой в музыкальной школе, с 1972 по 1980 — в музыкальном училище при Московской консерватории. Кроме того он автор работы «Новые приёмы игры на гобое».
Переехав в 1980 году в Ленинград, Вячеслав Лупачёв стал солистом симфонического оркестра театра оперы и балета имени С. М. Кирова. Он организовал духовой квинтет солистов оркестра Кировского театра, в состав которого помимо него вошли флейтист Александр Майоров, кларнетист Андрей Казаков, валторнист Анатолий Чепков и фаготист Олег Пыталев. В репертуаре этого ансамбля было более пятидесяти сочинений, в том числе специально созданные для него произведения Эдисона Денисова, Андрея Петрова, Сергея Слонимского и Владислава Успенского. В 1995 году Вячеславу Лупачёву было присвоено почётное звание заслуженный артист Российской Федерации. Позже он занялся в Мариинском театре административной деятельностью и занимал должность руководителя подразделения по развитию театра и реализации инновационных программ. Вячеславу Лупачёву посвящён ряд сочинений Александра Чайковского, Юрия Корнакова и других композиторов.

## Отзывы
Лупачёв — представитель нового типа исполнителей, сочетающих выдающиеся качества солиста (техническая виртуозность, значительное расширение выразительных возможностей, концепционная трактовка формы) с теоретической работой (систематизация новых технических и выразительных возможностей, теоретическое их осмысление).
Заслуженный деятель искусств РСФСР композитор Альфред Шнитке